# 芦谷公稔
芦谷 公稔（あしや きみとし、1959年 - ）は日本の工学者。工学博士。鉄道総合技術研究所地震防災研究室長（2000年-2008年）。株式会社ANET取締役。気象庁の「緊急地震速報」に使用されている早期地震検知手法の開発者の一人。

## 人物
鉄道総合技術研究所において、ユレダスの後継システムとなる早期地震警報システムの開発に従事。2005年、緊急地震速報配信サービス会社ANETの設立に参加。
2010年、早期地震警報のための地震諸元推定方法の開発によって紫綬褒章受章。これは、初動部1～2秒間の振幅の変化率等から震央距離および震央方位を推定し、その後初動部の最大振幅に応じてマグニチュードを推定する方法である。従来の地震検知方法では、マグニチュード8以上の大地震では、地震諸元（震源位置・地震規模）を正確に推定することができなかった。この方法により、中小地震から大地震までその諸元を精度よく推定することが可能となり、早期地震警報システムの開発が大きく前進した。

## 表彰
- 2006年　日本地震学会論文賞、文部科学大臣表彰科学技術賞
- 2007年　日経BP技術賞（建設部門）
- 2008年　日本発明表彰・発明賞
- 2010年　紫綬褒章[1]。